# Szamobori-hegység
A Szamobori-hegység (horvátul: Samoborsko gorje) egy alacsony hegység Horvátországban, a Dinári-hegység északi peremén.

## Fekvése
A Szamobori-hegység a Zsumberki-hegységtől keletre húzódik. A Szamobortól délre és délnyugatra fekvő hegyes területet fedi le. Délen a Plešivica gerincétől a Bregana-folyóig, északon a Szlovénia és Horvátország közötti államhatárig, egészen Bregana településig. Keleten Okićig és a Zágrábi-medence fölé emelkedő hegygerincekig, délen pedig a Plešivica szőlőhegyeire és a Kulpamenti-medencébe ereszkedik.

## Neve
A hegység Szamobor városa felett található, róla nevezték el.

## Leírása
A Szamobori-hegységnek a Zsumberki-hegységtől való elválasztása meglehetősen mesterkélt művelet, hiszen a Szamobori-hegység a Zsumberki-hegység legkeletibb részének egyértelműen természetes, keleti folytatása, a hegymászásban, a turisztikai és a népi irodalomban azonban különálló hegycsoportként kezelik. A Szamobori-hegységben három hegyvonulat található, melyeket a Lipovečka és Rudarska gradina-patakok választanak el egymástól: a Japetić (879 m), a Plešivica, vagy más néven Jaskanska Plješivica (779 m) és az Oštrc (752 m).
A hegység többnyire triász és krétakori mészkőből épül fel. A sűrűn lakott területek közelsége miatt nagyon népszerű a kirándulók számára. Számos hegyi menedékháza (a Žitnica, a Šoić-ház, a „Dr. Maks Plotnikov”, az Oštrc, az „Ivica Sudnik” a Veliki dolon, a Sveti Bernard stb.) van. A 19. század óta a kedvelt hely a szamoboriak, a jasztrebarszkaiak és zágrábiak számára. Az első hegymászó ösvény még 1875-ből származik. A hegység területét 1999-ben a Zsumberki-hegységgel együtt természetvédelmi parkká nyilvánították.